# Die Verrückten sind in der Stadt
Die Verrückten sind in der Stadt (рус. Сумасшедшие в городе) — концертный акустический альбом немецкой группы In Extremo. Записан 26 июля 1998 года, выпущен в октябре.

## История создания
Во время тура в поддержку Weckt die Toten! в 1998 году группа очень часто играла на средневековых ярмарках, давая концерты традиционной средневековой музыки. Один из таких концертов, случившийся 26 июля в Runneburg в городке Вайсензее (Эрфурт), был записан и издан на CD осенью того же года. Представляет собой 22 композиции, одна часть которых является музыкой, исполненной на традиционных средневековых инструментах, а другая — межстрочными разглагольствованиями и шутками Михаэля Райна, вокалиста группы. Примечательно то, что музыкальные композиции выполнены по большей части без вокала.

## Композиции
| №   | Название                                         | Длительность |
| --- | ------------------------------------------------ | ------------ |
| 1.  | «Ansage 6 Vagabunden»                            | 0:58         |
| 2.  | «Galgen»                                         | 1:28         |
| 3.  | «Ansage Totus Florio»                            | 0:20         |
| 4.  | «Totus Florio»                                   | 2:22         |
| 5.  | «Ansage Maria»                                   | 1:44         |
| 6.  | «Scaracuila»                                     | 3:32         |
| 7.  | «Ansage Dödet»                                   | 3:07         |
| 8.  | «Skudrinka (Dödet)»                              | 3:07         |
| 9.  | «Ansage Quant»                                   | 1:17         |
| 10. | «Quant Je Suis Mis Au Retour»                    | 3:05         |
| 11. | «Hameln»                                         | 2:52         |
| 12. | «Neva Ceng I Harbe»                              | 3:28         |
| 13. | «Ansage Villeman»                                | 4:20         |
| 14. | «Villeman og Magnhild»                           | 3:10         |
| 15. | «Neunerle»                                       | 3:46         |
| 16. | «Ansage Fred»                                    | 1:53         |
| 17. | «Traubentritt»                                   | 4:17         |
| 18. | «Vorstellung»                                    | 2:47         |
| 19. | «Ecce Rex Darius»                                | 5:02         |
| 20. | «Ansage Engländer»                               | 1:30         |
| 21. | «Wie kann ich das Herz meiner Liebsten gewinnen» | 2:36         |
| 22. | «Absammeln»                                      | 2:39         |

«Scaracuila» — итальянская мелодия, XV век.
«Skudrinka (Dödet)» — народная, XII век.
«Quant Je Suis Mis Au Retour» — Гийом де Машо, XIV век.
«Hameln» — бретонская народная.
«Neva Ceng I Harbe» — Али Уфки, Персия, XIV век.
«Villeman og Magnhild» — норвежская народная.
«Neunerle» — народная.
«Ecce Rex Darius» — Людус Даниэлис, Австрия, XIII век.
«Wie kann ich das Herz meiner Liebsten gewinnen» — английский танец, X век.

## Дополнительная информация
- Томас Мюнцер, гитарист группы, в то время взял перерыв, дабы заняться своей карьерой учителя. Отсюда и «шестеро вагантов» в самом начале.
- Марко Жоржицки (Flex der Biegsame), выполняя на сцене акробатические трюки, случайно врезался в штативы для инструментов.
- Концерт не выходил на DVD.
- Название альбома восходит к одному из текстов группы Noah, в которой во времена ГДР играли Михаэль Райн, Кай Люттер, Томас Мюнцер и Райнер Моргенрот.

## Состав записи
- Михаэль Райн — вокал, цистра
- Dr. Pymonte — волынка, шалмей
- Yellow Pfeiffer — волынка, шалмей
- Flex der Biegsame — волынка, шалмей
- Die Lutter — тромба марина, гонг
- Der Morgenstern — литавры, железнодорожная рельса[3]